# 리치푸드
리치푸드는 2002년에 설립된 대한민국의 외식 전문 기업이다. 2003년에 외식업을 시작하였으며, 피쉬 앤 그릴, 짚동가리 생주, 크레이지 페퍼, 히토기라쿠, 치르비어369를 운영하고 있다.